# Villa Almone
Villa Almone è la residenza ufficiale dell’ambasciatore tedesco in Italia. Si trova a Roma, all’inizio di via Cristoforo Colombo, appena fuori le Mura Aureliane.

## Storia
La villa fu costruita negli anni Quaranta dall’Ingegnere e Architetto italiano Eugenio Gualdi (o Geraldi). Nel 1957 Villa Almone è stata scelta come residenza ufficiale dell'Ambasciatore di Germania.

## Etimologia e denominazione
Il nome deriva dal piccolo fiume Almone che scorre a fianco della villa. Secondo la leggenda romana, il fiume Almone era consacrato alla Dea Egeria e in epoca romana veniva chiamato Almo. Così il 26 febbraio 1959 l’allora Villa Gualdi venne ribattezzata in Villa Almone.

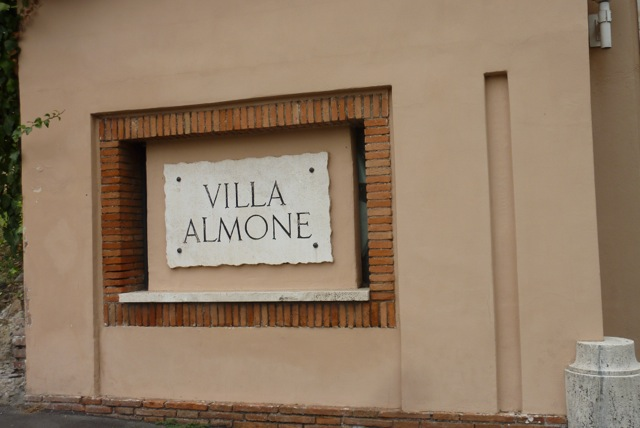
Villa Almone, porta d'ingresso

## Architettura
Villa Almone è un edificio in mattoni a due piani, che ha le dimensioni di una tipica casa di campagna. All’esterno l’impiego di mattoni rossi rimanda ai dintorni culturali della Villa. Il vestibolo decorato di marmi richiama lo stile dei palazzi romani. Lo stile architettonico è quello tipico degli anni '40 con finestre e porte alte e strette, e con l'impiego di marmo nero-verde di Verona.  Nonostante alcuni lavori di restauro realizzati nei secoli scorsi, queste caratteristiche sono rimaste riconoscibili.

## Interni
Il piano terra può ospitare circa 250 persone per eventi di rappresentanza. Nel salone aperto si trova un grande pianoforte a coda Bechstein. La sala da pranzo è decorata in stile veneziano. Ci sono inoltre una piccola sala conferenze nonché una sala colazione in stile Biedermeier.

## Giardino
Benché la residenza sia una creazione del XX secolo, il giardino con i pini, cipressi, aranci e roseti fa riferimento ai parchi tipici dei palazzi romani.

## Collegamenti
Villa Almone è raggiungibile con le linee bus ATAC 671, 118, 792 e 714.